# 티치노 축구 대표팀

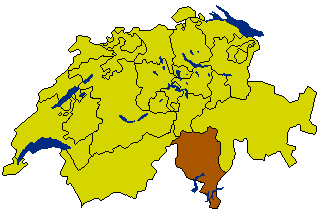
티치노주의 위치

티치노 축구 대표팀은  스위스의 주 티치노주주를 대표하는 축구팀이다. 국제 축구 연맹과 제휴하지 않은 주, 소수 민족, 무국적자 및 지역을 위한 협회인 독립 축구 협회 연맹에 가입되어 있다.

## 같이 보기
- 라이티아 축구 국가대표팀